# 武斯特诺德塞屈斯特
武斯特诺德塞屈斯特（德語：Wurster Nordseeküste，發音：[ˈvʊʁstɐ ˈnɔʁtzeːˌkʏstə]，意为“武斯滕的北海海岸”）是德国下萨克森州库克斯港县的市镇，面积181.73平方千米，2024年12月31日人口为17,506人。该市镇于2015年1月1日由市镇诺德霍尔茨、卡珀尔、多鲁姆、米德卢姆、米瑟尔瓦尔登、穆尔苏姆、帕丁比特尔和弗雷门合并而成。